# Черногубово (Вологодская область)
Черногу́бово — деревня в Грязовецком районе Вологодской области России.
Входит в состав Перцевского муниципального образования, с точки зрения административно-территориального деления — в Перцевский сельсовет.
Расстояние по автодороге до районного центра Грязовца — 18 км, до центра муниципального образования Слободы — 8 км. Ближайшие населённые пункты — Илейкино, Становищево, Чахлово, Сторонний Крутец, Волоцкой, Бакшейка.
По переписи 2002 года население — 2 человека.